# Akce 1005
Akce 1005 nebo Zvláštní akce 1005 (Aktion 1005, též Sonderaktion 1005 nebo Enterdungsaktion) byl krycí název pro operaci, jejímž cílem bylo zahladit stopy po masových vraždách Operace Reinhard a řádění Einsatzgruppen v okupovaných oblastech na východě. Akce začala v květnu 1942, probíhala až do roku 1944 a prováděly ji zvláštní pracovní jednotky sestávající z vězňů zvané Leichenkommandos (doslova „mrtvolová komanda“), jež byly odnoží tzv. Sonderkommand. Cílem bylo exhumovat těla z masových hrobů a spálit je. Tato akce sestávala z mnoha dílčích nasazení především na území okupovaného Pobaltí, Běloruska, Ukrajiny, Polska a Jugoslávie. Na vězně dohlížely jednotky Sicherheitsdienstu a Ordnungspolizei. Po zahlazení stop byli členové Leichenkommandos obvykle popraveni.

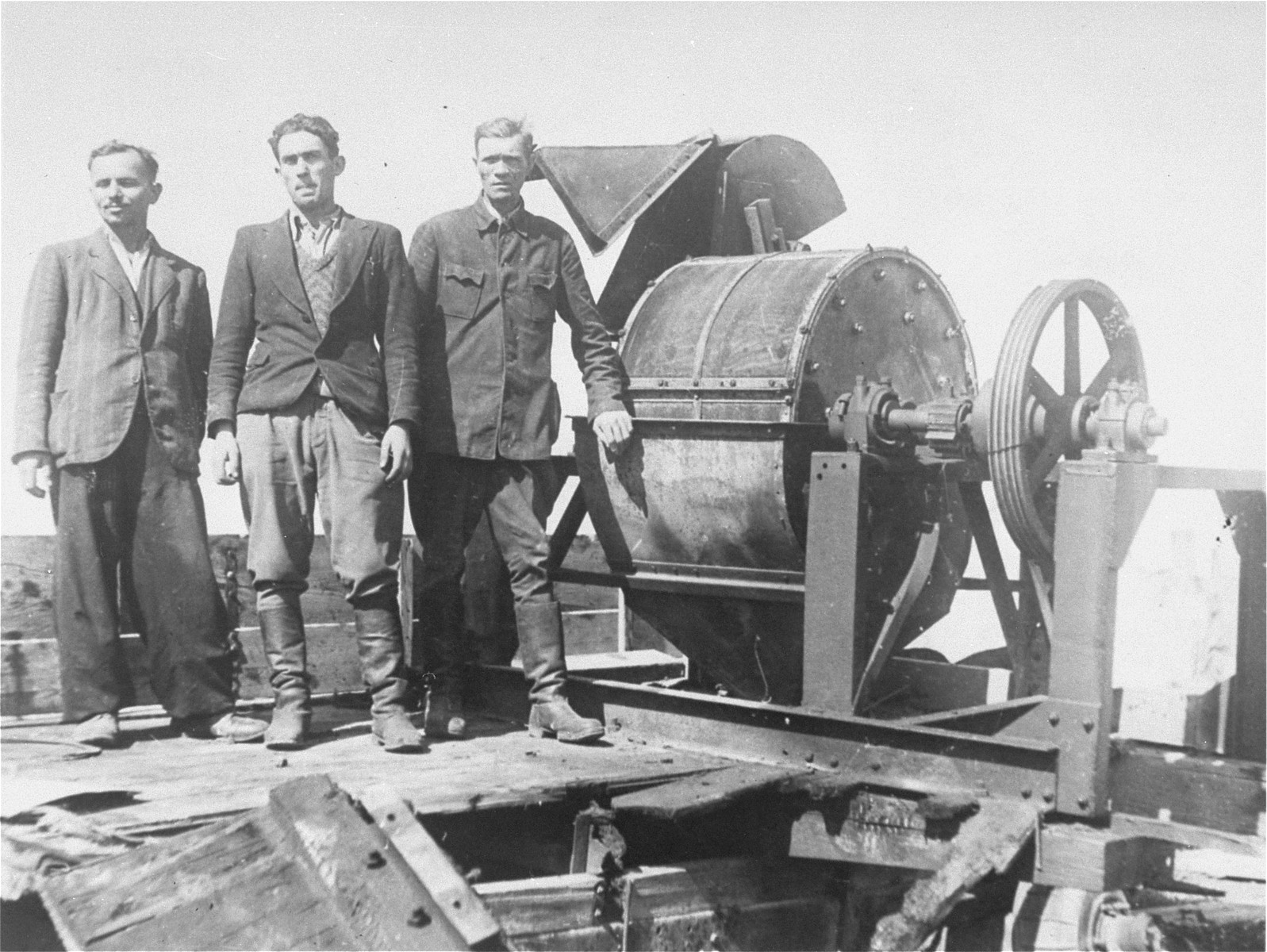
Členové komanda u stroje na drcení kostí v koncentračním táboře Janowska v roce 1943